# クールー病
クールー病（Kuru）は、パプアニューギニアの風土病。治療不能とされる神経の変性をもたらす伝達性海綿状脳症の一種で、ヒトのプリオンが原因である。感染源について広く受け入れられている知識として、フォレ族には葬儀に際して遺体を食する習慣があることが指摘されている。

## 由来
クールーはフォレ族の言語であるフォレ語で「恐怖に震える」という意味の言葉に由来するが、kúru自体は〈震え〉を意味する。これは、典型的な症状である身体の震えに由来するが、フォレ族ではこの他に罹患者が病的な笑いを見せることから「笑い病」としても知られている。

## 兆候と症状
症状は生理的なものと神経的なものが現れ、最終的には死に至る。症状は体幹の失調、それに先立つ頭痛、関節痛、脚の震えである。震えはほとんどの罹患者に現れる。
潜伏期間は5年から20年、発症後の臨床病期は平均12か月。
クールー病の症状は、3段階のステージに分かれる。
第1ステージ
歩行は可能だが、姿勢や歩行が不安定になり、筋肉の制御が衰え、震え、発音障害やどもりが見られる。
第2ステージ
介助なしでは歩行が出来ず、筋の協調運動に障害を抱えることで運動失調をおこし、激しい震えが見られる。感情が不安定で憂鬱になり、散発的に制御できない笑いも併発する。このような症状にもかかわらず、腱の柔軟性は保たれている。
第3ステージ
最終段階であり、介助なしでは座ることが出来ず、重度の運動失調（筋の協調運動が不能となる）、会話が出来なくなり、失禁、嚥下障害、周囲の状況に反応しなくなる、潰瘍の発生が見られる。通常、肺炎や褥瘡により発症後3か月から2年で死亡する。

## 原因
通常、罹患者は葬儀に際して遺体を食した者である。パプアニューギニアの一部では、クールー病によって死亡した者をばらばらにして食する習慣があった。女性がこの儀式の主な参加者であり、脳を子供や老人が食したため、女性、子供、老人の罹患者が多数となった。
クールー病はプリオンによって引き起こされ、クロイツフェルト・ヤコブ病との関係があると考えられている。プリオンによる伝染性の病気であるが、流行の発生がクロイツフェルト・ヤコブ病罹患者の遺体を含む食人によるものであることは、例えば一般的な病態生理学が示すような、いくつかの証拠が存在している。

### 伝染
1961年、オーストラリアのマイケル・アルパースは、人類学者のシャーリー・リンデンバームを伴って大規模なフォレ族のフィールドワークを行った。彼らの歴史研究により、1900年前後に、フォレ族の生活圏の端に存在した一人の自然発生したクロイツフェルト・ヤコブ病罹患者が、クールー病の根源であることが推測された。二人の調査により、フォレ族の葬儀習慣が急速かつ容易にクールー病の拡散を招いたことが明らかとなった。フォレ族はしばしば家族を埋葬し、数日経過して蛆が群がった遺体を掘り起こしてから解体し、蛆と共に遺体を食していた。
異常形態学が明らかにするところでは、女性と子供の感染率が男性の8倍から9倍に達するが、その原因はフォレ族の男性が食人を行うことは、戦闘において自らを弱めると考えられていたのに対し、女性や子供はプリオンが集中する脳を含む病死した遺体を食する機会が多いことが原因としてあげられる。また、女性や子供がより感染しやすい強い可能性としては、遺体の洗浄が女性や子供の仕事であり、しばしば傷口を開いたり、切断する作業を行っていたことが考えられる。
プリオンの経口摂取が病気を引き起こすとはいえ、高確率で伝染するのは皮下組織にプリオンが達した場合である。オーストラリア植民地警察とキリスト教宣教師の努力によるカニバリズムの終焉に伴い、アルパートの調査では1960年代半ばにフォレ族のクールー病が既に減少していたことが示されている。だが、潜伏期間の中央値は14年であり、遺伝的に活発な場合は40年以上潜伏したケースが存在することから、数十年間罹患者が現れた。最後の罹患者が死亡したのは、2005年のことである。

## 免疫
ユニヴァーシティ・カレッジ・ロンドンのサイモン・ミードのグループが、パプアニューギニアでクールー病の流行から生存した人の遺伝学及び臨床学的評価を行った結果、G127Vと呼ばれるプリオン蛋白遺伝子を保有していることが明らかとなった。この発見の影響として、住民に対する急速な自然選択説の形跡を含めて議論が引き起こされた。
2015年、ユニヴァーシティ・カレッジ・ロンドンのジョン・コリンジのグループにより、G127Vをマウスに移植したところ、クールー病とクロイツフェルト・ヤコブ病に対する抵抗を示し、同時にフォレ族が曝露された経験の無い牛海綿状脳症に対しては有効ではなかったことが発表された。

## 歴史
フォレ族のクールー病の最初期の記録の一つは、オーストラリアの行政官が東部山岳州と低地の州を1953年から1959年にかけて探検した時の記録である。クールー（ケールー、Keru）としてW・T・ブラウンにより、1953/54 カイナントゥパトロール報告書No.8（1954年1月13日から2月20日）に記録された。
「死の最初の兆候は全体的な衰弱であり、ついで虚弱となり立つことが出来なくなる。犠牲者は彼女の自宅に引きこもる。彼女は少量の食物を食べることは出来るが、ひどい震えに悩まされる。次の段階では犠牲者は寝たきりとなり、食事を取れなくなり、ついには死に至る」

同じ報告書でフォレ族の食人についても報告されている。1950年代末には、東部山岳州のオカパ地区の南部フォレ族に広く伝染している病の全貌が認識された（報告者不詳）。
人類学者のロナルド・バーントとキャサリン・バーント夫妻は、1951年から1953年にかけてフォレ族やウスルファ族（Usurufa）と共にあり、クールー病を記録している。
ルーテラン・メディカル・サービスズのチャールズ・O・プファーは、現地人と同行し、オーストラリア当局に病気についての報告を行っている。1955年に着任した地域の医療担当官であったヴィンセント・ジガスは、診察を開始し、血液標本と脳の組織をメルボルンへと送った。1957年、アメリカ国立衛生研究所のダニエル・カールトン・ガジュセックが加わった。1968年、研究は終了し病院は閉鎖された。
ガジュセックの研究は、マイケル・アルパースとの国際研究の一環として行われた。アルパースは1960年代半ば、11歳でクールー病によって死亡した少女から採取した脳組織をガジュセックに送った。組織は、感染物質と共に2頭のチンパンジーに投与された。2年後、1頭のチンパンジーがクールー病を発症、未知の感染因子がバイオマテリアルを通じて感染することと、霊長類の種を越えて感染したことを実証した。
続いてエフライム・ジョシュア・フィールドが、ニューギニアで1960年代末から1970年代初頭の大半を費やして、スクレイピーと多発性硬化症の関連性についての調査を行った。フィールドは、疾患とグリア細胞との類似性に注目したが、これは感染プロセスがホストの分子構造の再配列に依存する可能性の観察を含むものであった。この観察は、後にプリオン仮説と呼ばれることになる仮説につながるものであった。
1976年、ガジュセックはバルチ・ブランバーグとともに、ノーベル生理学・医学賞を受賞したが、受賞理由にはクールー病がチンパンジーへ感染することを実証したことも含まれていた。これは、この種類の脳症が伝染性を有することを実証した最初のケースであり、研究を前進させる大きなステップとなった。
歴史上クールー病は、人間のプリオン病として唯一流行したことが知られているものであり、クロイツフェルト・ヤコブ病と牛海綿状脳症に対する重要な識見を与えるものである。